# Draft de la NBA de 1972
El Draft de la NBA de 1972 fue el vigesimosexto draft de la National Basketball Association (NBA). El draft se celebró el 10 de abril de 1972 antes del comienzo de la temporada 1972-73. 
En este draft, diecisiete equipos de la NBA seleccionaron a jugadores amateurs del baloncesto universitario y otros jugadores elegibles, incluidos internacionales. Los jugadores que hubiesen terminado el periplo universitario de cuatro años estaban disponibles para ser seleccionados. Si un jugador abandonaba antes la universidad, no podía ser escogido en el draft hasta que su clase se graduase. Antes del draft, ocho jugadores que no habían terminado los cuatro años universitarios fueron declarados elegibles para ser seleccionados bajo la regla de "necesidad", un caso similar al que Spencer Haywood argumento exitosamente en su juicio contra la NBA que le permitió jugar en la liga antes de que su clase en la universidad se hubiese graduado. Estos jugadores demostraron sus necesidades financieras a la liga, que les concedió el derecho a comenzar sus carreras profesionales antes de lo permitido. Este fue el primer draft en el que los underclassmen (jugadores que no han finalizado sus estudios universitarios) recibieron el derecho de ser seleccionados.
Las dos primeras elecciones del draft correspondieron a los equipos que finalizaron en la última posición en cada división, con el orden determinado por un lanzamiento de moneda. Portland Trail Blazers ganó el primer puesto del draft, mientras que Buffalo Braves fue premiado con la segunda elección. Los demás equipos seleccionaron en orden inverso al registro de victiorias-derrotas en la temporada anterior. 
Como resultado del hardship draft del año anterior, Cincinnati Royals, Atlanta Hawks, Golden State Warriors y Baltimore Bullets perdieron sus elecciones de primera ronda, mientras que Los Angeles Lakers perdió su elección de cuarta ronda. Antes del comienzo de la temporada, Cincinnati Royals se trasladó y se convirtió en Kansas City-Omaha Kings. El draft consistió de dieciocho rondas y 198 jugadores fueron seleccionados.

## Selecciones y notas del draft
LaRue Martin, de la Loyola University Chicago, fue seleccionado en la primera posición del draft por Portland Trail Blazers. Bob McAdoo, un jugador de tercer año de la University de Carolina del Norte, fue seleccionado en la segunda posición por Buffalo Braves y ganó el Rookie del Año de la NBA en su primera temporada. McAdoo y la duodécima elección Julius Erving fueron incluidos posteriormente en el Basketball Hall of Fame. Erving también fue nombrado uno de los 50 mejores jugadores en la historia de la NBA en 1996. McAdoo ganó dos campeonatos de la NBA con Los Angeles Lakers en 1982 y 1985, un MVP de la Temporada de la NBA en 1975, y fue incluido en el mejor quinteto de la NBA en dos ocasiones y en cinco All-Star Game de la NBA. Erving abandonó la universidad en 1971 para jugar al baloncesto profesional en la American Basketball Association (ABA) con Virginia Squires. Debutó en la NBA en 1976 tras la fusión de la ABA con la NBA. Jugó once temporadas en Philadelphia 76ers y ganó el campeonato en 1983. También consiguió un MVP de la Temporada en 1981, tres MVP de la Temporada de la ABA, cinco inclusiones en el mejor quinteto de la ABA, siete en el de la NBA, cinco selecciones en el All-Star Game de la ABA y once en el All-Star de la NBA.
Paul Westphal, la novena elección, formó parte de cuatro mejores quintetos de la NBA y de cinco All-Star Game, y ganó el campeonato en 1974 con Boston Celtics. Tras retirarse del baloncesto, entrenó a tres equipos de la NBA, el más reciente Sacramento Kings. Otros dos jugadores de este draft, la decimosexta elección Jim Price y la trigésimocuarta Don Buse, fueron también seleccionados para disputar un All-Star Game. Chris Ford, la decimoséptima elección, ganó el campeonato de la NBA en 1981 con los Celtics. Tras su carrera como jugador, entrenó a cuatro equipos de la  NBA, entre ellos los Celtics. Ralph Simpson, la undécima elección, abandonó la universidad en 1970 para jugar en Denver Rockets de la ABA. Disputó cinco All-Star Game de la ABA y fue incluido en el mejor quinteto de la temporada en cuatro ocasiones antes de debutar en la NBA en 1976.
LaRue Martin y la generación del draft de 1972 está considerada como una de las peores en la historia de la NBA. Martin solamente jugó cuatro temporadas en la liga con un promedio anotador de 5.3 puntos por partido. Las otras elecciones de primera ronda, excepto McAdoo, Westphal y Erving, tuvieron insignificantes carreras profesionales. Ninguno de ellos promedió más de 9 puntos por partido y solo uno permaneció más de seis temporadas en la NBA. Dos de las elecciones de primera ronda, Erving y Simpson, habían jugado en la ABA antes del draft. Ambos jugadores se mantuvieron en la ABA antes de la fusión de las dos ligas en 1976 y ninguno de ellos jugaron en el equipo que les seleccionó en el draft.
En la décima ronda, Portland Trail Blazers seleccionó a Krešimir Ćosić, de la Universidad Brigham Young, en la 144ª posición. Sin embargo, optó por permanecer un año más en la universidad antes de regresar a Yugoslavia en 1973. Ćosić, que también fue seleccionado en la decimoquinta ronda del Draft de la NBA de 1973, tuvo una exitosa carrera en Europa, ganando numerosos títulos de liga, y seis medallas de oro con la selección yugoslava. Posteriormente fue incluido en el Basketball Hall of Fame, y en el FIBA Hall of Fame por la Federación Internacional de Baloncesto (FIBA).

## Leyenda
|  | Denota jugador miembro del Basketball Hall of Fame                                                 |
|  | Denota jugador que ha sido seleccionado al menos en un All-Star Game y un Mejor Quinteto de la NBA |
|  | Denota jugador que ha sido seleccionado al menos en un All-Star Game                               |
|  | Denota jugador que nunca ha jugado en la NBA                                                       |

## Draft

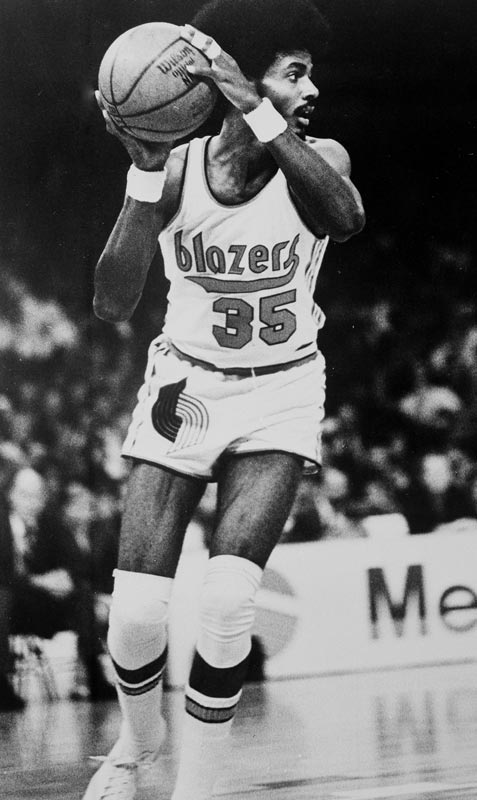
LaRue Martin, número 1 del Draft.

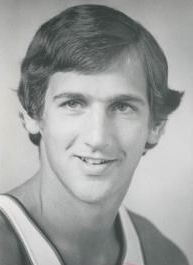
Paul Westphal elegido en 10.ª posición por Detroit Pistons.

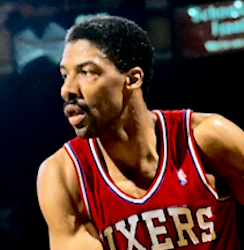
Julius Erving, seleccionado en la 12.ª elección.

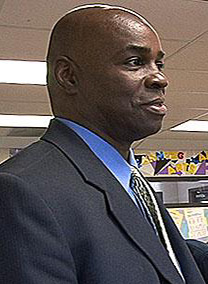
Brian Taylor, seleccionado en la 23ª elección.

| Ronda | Pick | Jugador          | Posición | Nacionalidad   | Equipo                                      | Universidad/equipo        |
| ----- | ---- | ---------------- | -------- | -------------- | ------------------------------------------- | ------------------------- |
| 1     | 1    | LaRue Martin     | C        | Estados Unidos | Portland Trail Blazers                      | Loyola (Illinois) (Sr.)   |
| 1     | 2    | Bob McAdoo       | F/C      | Estados Unidos | Buffalo Braves                              | North Carolina (Jr.)      |
| 1     | 3    | Dwight Davis     | F        | Estados Unidos | Cleveland Cavaliers                         | Houston (Sr.)             |
| 1     | 4    | Corky Calhoun    | F        | Estados Unidos | Phoenix Suns (desde Detroit vía Houston)    | Pennsylvania (Sr.)        |
| 1     | 5    | Fred Boyd        | G        | Estados Unidos | Philadelphia 76ers                          | Oregon State (Sr.)        |
| 1     | 6    | Russ Lee         | G/F      | Estados Unidos | Milwaukee Bucks (desde Houston)             | Marshall (Sr.)            |
| 1     | 7    | Isaac Stallworth | G/F      | Estados Unidos | Seattle SuperSonics                         | Kansas (Sr.)              |
| 1     | 8    | Tom Riker        | F/C      | Estados Unidos | New York Knicks                             | South Carolina (Sr.)      |
| 1     | 9    | Bob Nash         | F        | Estados Unidos | Detroit Pistons (desde Phoenix)             | Hawái (Sr.)               |
| 1     | 10   | Paul Westphal    | G        | Estados Unidos | Boston Celtics                              | Southern California (Sr.) |
| 1     | 11   | Ralph Simpson    | G/F      | Estados Unidos | Chicago Bulls                               | Denver Rockets (ABA)      |
| 1     | 12   | Julius Erving    | G/F      | Estados Unidos | Milwaukee Bucks                             | Virginia Squires (ABA)    |
| 1     | 13   | Travis Grant     | F        | Estados Unidos | Los Angeles Lakers                          | Kentucky State (Sr.)      |
| 2     | 14   | Bob Davis        | F        | Estados Unidos | Portland Trail Blazers                      | Weber State (Sr.)         |
| 2     | 15   | Harold Fox       | G        | Estados Unidos | Buffalo Braves                              | Jacksonville (Sr.)        |
| 2     | 16   | Jim Price        | G        | Estados Unidos | Los Angeles Lakers (desde Cleveland)        | Louisville (Sr.)          |
| 2     | 17   | Chris Ford       | G/F      | Estados Unidos | Detroit Pistons                             | Villanova (Sr.)           |
| 2     | 18   | Joby Wright      | F/C      | Estados Unidos | Seattle SuperSonics (desde Philadelphia)    | Indiana (Sr.)             |
| 2     | 19   | Sam Sibert       | F        | Estados Unidos | Cincinnati Royals                           | Kentucky State (Sr.)      |
| 2     | 20   | John Gianelli    | F/C      | Estados Unidos | Houston Rockets                             | Pacific (Sr.)             |
| 2     | 21   | Steve Bracey     | G        | Estados Unidos | Atlanta Hawks                               | Tulsa (Sr.)               |
| 2     | 22   | Paul Stovall     | F        | Estados Unidos | Los Angeles Lakers (desde Baltimore)        | Arizona State (Sr.)       |
| 2     | 23   | Brian Taylor     | G        | Estados Unidos | Seattle SuperSonics                         | Princeton (Jr.)           |
| 2     | 24   | Steve Hawes      | F/C      | Estados Unidos | Cleveland Cavaliers (desde New York)        | Washington (Sr.)          |
| 2     | 25   | Tom Patterson    | F        | Estados Unidos | Baltimore Bullets (desde Phoenix)           | Ouachita Baptist (Sr.)    |
| 2     | 26   | Dave Twardzik    | G        | Estados Unidos | Portland Trail Blazers (desde Golden State) | Old Dominion (Sr.)        |
| 2     | 27   | Dennis Wuycik    | F        | Estados Unidos | Boston Celtics                              | North Carolina (Sr.)      |
| 2     | 28   | Mike Ratliff     | C        | Estados Unidos | Cincinnati Royals (desde Chicago)           | Eau Claire State (Sr.)    |
| 2     | 29   | Chuck Terry      | F        | Estados Unidos | Milwaukee Bucks                             | Long Beach State (Sr.)    |
| 2     | 30   | Ollie Johnson    | F        | Estados Unidos | Portland Trail Blazers (desde Los Ángeles)  | Temple (Sr.)              |

## Otras elecciones
La siguiente lista incluye otras elecciones de draft que han aparecido en al menos un partido de la NBA.
| Ronda | Pick | Jugador          | Posición | Nacionalidad   | Equipo                            | Universidad/equipo        |
| ----- | ---- | ---------------- | -------- | -------------- | --------------------------------- | ------------------------- |
| 3     | 31   | Lloyd Neal       | F/C      | Estados Unidos | Portland Trail Blazers            | Tennessee State (Sr.)     |
| 3     | 33   | Scott English    | F        | Estados Unidos | Phoenix Suns (desde Cleveland)    | Texas-El Paso (Sr.)       |
| 3     | 34   | Don Buse         | G        | Estados Unidos | Phoenix Suns (desde Detroit)      | Evansville (Sr.)          |
| 3     | 35   | Frank Russell    | G        | Estados Unidos | Chicago Bulls (desde Cincinnati)  | Detroit (Sr.)             |
| 3     | 37   | Eric McWilliams  | F        | Estados Unidos | Houston Rockets                   | Long Beach State (Sr.)    |
| 3     | 38   | Ron Riley        | F        | Estados Unidos | Cincinnati Royals (desde Atlanta) | Southern California (Sr.) |
| 3     | 39   | Kevin Porter     | G        | Estados Unidos | Baltimore Bullets                 | Saint Francis (PA) (Sr.)  |
| 3     | 40   | Jim Creighton    | F        | Estados Unidos | Seattle SuperSonics               | Colorado (Sr.)            |
| 3     | 42   | Claude Terry     | G/F      | Estados Unidos | Phoenix Suns                      | Stanford (Sr.)            |
| 3     | 43   | Bill Chamberlain | F        | Estados Unidos | Golden State Warriors             | North Carolina (Sr.)      |
| 4     | 53   | Frank Schade     | G        | Estados Unidos | Cincinnati Royals                 | Eaue Claire State (Sr.)   |
| 4     | 58   | Henry Bibby      | G        | Estados Unidos | New York Knicks                   | UCLA (Sr.)                |
| 4     | 60   | John Tschogl     | F        | Estados Unidos | Golden State Warriors             | UC Santa Barbara (Sr.)    |
| 5     | 70   | James Silas      | G        | Estados Unidos | Houston Rockets                   | Stephen F. Austin (Sr.)   |
| 5     | 76   | Charles Dudley   | G        | Estados Unidos | Golden State Warriors             | Washington (Sr.)          |
| 5     | 78   | Rowland Garrett  | F        | Estados Unidos | Chicago Bulls                     | Florida State (Sr.)       |
| 7     | 109  | Bernie Fryer     | G        | Estados Unidos | Phoenix Suns                      | Brigham Young (Sr.)       |
| 7     | 113  | Mickey Davis     | G/F      | Estados Unidos | Milwaukee Bucks                   | Duquesne (Sr.)            |
| 8     | 117  | Ben Kelso        | G        | Estados Unidos | Detroit Pistons                   | Central Michigan (Sr.)    |
| 11    | 165  | Mark Minor       | F        | Estados Unidos | Boston Celtics                    | Ohio State (Sr.)          |
| 13    | 180  | Mike Barr        | G        | Estados Unidos | Chicago Bulls                     | Duquesne (Sr.)            |

## Traspasos
1. ↑  El 7 de abril de 1972, Phoenix Suns adquirió la cuarta elección de Houston Rockets a cambio de Otto Moore.[25] Previamente, los Rockets adquirieron una elección de primera ronda el 10 de diciembre de 1971 de Detroit Pistons a cambio de Jim Davis.[26][27] Los Suns utilizaron esta elección de draft para seleccionar a Corky Calhoun.
2. ↑  El 9 de diciembre de 1971, Milwaukee Bucks adquirió a Curtis Perry y una elección de primera ronda de Houston Rockets a cambio de Greg Smith y una elección de tercera ronda de 1973 third-round pick.[28] Los Bucks utilizaron esta elección de draft para seleccionar a Russ Lee.
3. ↑  El 2 de abril de 1971, Detroit Pistons adquirió una elección de primera ronda de Phoenix Suns a cambio de Otto Moore.[25][27] Los Pistons utilizaron esta elección de draft para seleccionar a Bob Nash.
4. ↑  El 13 de octubre de 1971, Los Angeles Lakers adquirió una elección de primera ronda de 1973, y una de segunda ronda de 1972 y 1973 de Cleveland Cavaliers a cambio de Rick Roberson.[29] Los Lakers utilizaron esta elección de draft para seleccionar a Jim Price.
5. ↑  El 25 de noviembre de 1971, Seattle SuperSonics adquirió una elección de segunda ronda de 1972 y una futura elección de segunda ronda de Philadelphia 76ers a cambio de Bob Rule.[30] Los Sonics utilizaron esta elección de draft para seleccionar a Joby Wright.
6. ↑  El 11 de noviembre de 1970, Los Angeles Lakers adquirió una elección de segunda ronda de Baltimore Bullets a cambio de John Tresvant.[31] Los Lakers utilizaron esta elección de draft para seleccionar a Paul Stovall.
7. ↑  El 15 de noviembre de 1971, Cleveland Cavaliers adquirió una elección de segunda ronda y una futura elección de New York Knicks a cambio de Luther Rackley.[32] Los Cavaliers utilizaron esta elección de draft para seleccionar a Steve Hawes.
8. ↑  El día del draft, Baltimore Bullets adquirió una elección de segunda ronda de Phoenix Suns a cambio de Gus Johnson.[33] Los Bullets utilizaron esta elección de draft para seleccionar a Tom Patterson.
9. ↑  El 23 de marzo de 1971, Portland Trail Blazers adquirió una elección de segunda ronda de 1971 y de 1972 y una elección de tercera ronda de 1971 de Golden State Warriors (por entonces San Francisco Warriors) a cambio de Jim Barnett.[34][35] Los Blazers utilizaron esta elección de draft para seleccionar a Dave Twardzik.
10. 1 2  El 9 de noviembre de 1971, Cincinnati Royals adquirió a Jim Fox y una elección de segunda ronda de Chicago Bulls a cambio de Norm Van Lier y una elección de tercera ronda.[36][37] Los Royals utilizaron esta elección de draft para seleccionar a Mike Ratliff. Los Bulls utilizaron esta elección de draft para seleccionar a Frank Russell.
11. ↑  El 11 de septiembre de 1971, Portland Trail Blazers adquirió una elección de segunda ronda de Los Angeles Lakers a cambio de LeRoy Ellis.[38] Los Blazers utilizaron esta elección de draft para seleccionar a Ollie Johnson.
12. ↑  El 13 de agosto de 1971, Phoenix Suns adquirió una elección de tercera ronda de 1972 y una futura tercera ronda de Cleveland Cavaliers a cambio de Greg Howard.[39] Los Suns utilizaron esta elección de draft para seleccionar a Scott English.
13. ↑  El 12 de octubre de 1969, Cincinnati Royals adquirió a Wally Anderzunas y una elección de tercera ronda de Cleveland Cavaliers a cambio de Dave Newmark.[40] Los Royals utilizaron esta elección de draft para seleccionar a Ron Riley.